# Tara Lynne O'Neill
Tara Lynne O'Neill, pseudonimo di Lynne James (Belfast, 16 novembre 1975), è un'attrice britannica.

## Biografia
Nata a Belfast, Irlanda del Nord, O'Neill è cresciuta con l'aspirazione di diventare dentista, tuttavia dopo aver fallito il tentativo di prendere un GCSE in chimica ha abbandonato tale proposito e, al sesto anno di college, ha deciso invece di tentare una carriera come attrice.
A diciannove anni si è esibita al Grand Opera House di Belfast nei panni di Sandy in una produzione del musical Grease.
O'Neill ha iniziato a lavorare come presentatrice televisiva per Sabato Disney dal 1993 al 1996 ed è stata inoltre una delle principali presentatrici di un programma televisivo per giovani, The Over the Wall Gang per la BBC Irlanda del Nord. Successivamente ha interpretato Joanne Ryan in EastEnders tra il 20 settembre 2002 e il 21 agosto 2003. È inoltre apparsa in The Informant (1997), The Most Fertile Man in Ireland (1999), Disco Pigs (2001) e Omagh (2004).
Nel 2006 O'Neill ha vestito i panni della protagonista in una rappresentazione teatrale di Rita, Rita, Rita messa in scena al Lyric Theatre di Belfast.
Dopo essere comparsa in The Fall - Caccia al serial killer, nel 2018 ottiene il ruolo di Mary Quinn, la madre della protagonista nella sitcom di Channel 4 Derry Girls, che diviene un successo di pubblico e critica.

## Filmografia

### Cinema
- The Informant, regia di Jim McBride (1997)
- Crossmaheart, regia di Henry Herbert (1998)
- At Death's Door, regia di Conor Morrissey - cortometraggio (1999)
- The Most Fertile Man in Ireland, regia di Dudi Appleton (1999)
- Wild About Harry, regia di Declan Lowney (2000)
- Disco Pigs, regia di Kirsten Sheridan (2001)
- Last Christmas, regia di Scott Morgan - cortometraggio (2002)
- Death Games, regia di Geraldine Creed (2002)
- Full Circle, regia di A Dublin Story - cortometraggio (2003)
- A Dublin Story, regia di Graham Cantwell - cortometraggio (2003)
- Becoming Jane - Il ritratto di una donna contro (Becoming Jane), regia di Julian Jarrold (2007)
- Poker Nights, regia di John Conroy - cortometraggio (2007)
- Ella, regia di Lisa Skarell - cortometraggio (2007)
- Dinner Party, regia di Michael Lennox - cortometraggio (2010)
- Made in Belfast, regia di Paul Kennedy (2013)
- Punch, regia di Daniel Boyd e Niamh Brenna - cortometraggio (2013)
- Insulin, regia di Andy e Ryan Tohill - cortometraggio (2015)
- Here's Looking at You Kid, regia di Michael Lennox - cortometraggio (2018)

### Televisione
- Il tocco di un angelo (Touched by an Angel) - serie TV, episodio 6x15 (2000)
- Bobbie's Girl, regia di Jeremy Kagan - film TV (2002)
- EastEnders - serial TV, 51 puntate (2002-2003)
- The Roman Spring of Mrs. Stone, regia di Robert Allan Ackerman - film TV (2003)
- Omagh, regia di Pete Travis - film TV (2004)
- Pure Mule - serie TV, 3 episodi (2005)
- The Clinic – serie TV, episodio 3x12 (2005)
- Teenage Cics – serie TV, episodio 1x04 (2006)
- Damage, regia di Aisling Walsh - film TV (2007)
- Fair City – serie TV, 4 episodi (2008)
- At Water's Edge, regia di Terry Loane - film TV (2012)
- 6Degrees – serie TV, episodio 1x03 (2012)
- The Fall - Caccia al serial killer (The Fall) - serie TV, 8 episodi (2013-2016)
- Farr - serie TV, 3 episodi (2015)
- Derry Girls – serie TV, 19 episodi (2018-2022)